# Línea H14 de la Red Ortogonal de Autobuses de Barcelona
La línea H14 u Horizontal 14 de Transports Metropolitans de Barcelona (TMB), es una línea de autobús de tránsito rápido en Barcelona. Forma parte de las líneas horizontales de la Red Ortogonal de Autobuses desde el 15 de septiembre de 2014, fecha en que empezó a operar sustituyendo a las líneas 9 y 141 de la red convencional, realizando el recorrido entre el paseo de la Zona Franca y San Adrián de Besós.